# Gems
A Gems az amerikai Aerosmith együttes második válogatásalbuma, amelyet 1988 novemberében adott ki a Columbia. Míg az első Greatest Hits című válogatásalbumukon az ismertebb, slágeresebb dalok kaptak helyet, addig a Gemsre az együttes keményebb, kevésbé ismert szerzeményei kerültek fel. A válogatáson szerepel a Chip Away the Stone című szám 1978-as stúdiófelvétele is, amely korábban nem jelent meg stúdióalbumon, hanem csak kislemezen adták ki. A dal ezenkívül még az 1978-ban megjelent Live! Bootleg koncertalbumon is hallható volt korábban.
Az album a Billboard 200 lemezeladási listáján a 133. helyre került fel, és 1996-ban az RIAA adatai szerint aranylemez minősítést szerzett.

## Számlista
|     | Cím                                                                                     | Szerző(k)                            | Hossz |
| --- | --------------------------------------------------------------------------------------- | ------------------------------------ | ----- |
| 1.  | Rats in the Cellar (Album: Rocks)                                                       | Steven Tyler, Joe Perry              | 4:06  |
| 2.  | Lick and a Promise (Album: Rocks)                                                       | Tyler, Perry                         | 3:05  |
| 3.  | Chip Away the Stone (Korábban nem szerepelt albumon, hanem csak kislemezen jelent meg.) | Richard Supa                         | 4:01  |
| 4.  | No Surprize (Album: Night in the Ruts))                                                 | Tyler, Perry                         | 4:26  |
| 5.  | Mama Kin (Album: Aerosmith)                                                             | Tyler                                | 4:27  |
| 6.  | Adam's Apple (Album: Toys in the Attic)                                                 | Tyler                                | 4:34  |
| 7.  | Nobody's Fault (Album: Rocks)                                                           | Tyler, Brad Whitford                 | 4:18  |
| 8.  | Round and Round (Album: Toys in the Attic)                                              | Tyler, Whitford                      | 5:03  |
| 9.  | Critical Mass (Album: Draw the Line))                                                   | Tyler, Tom Hamilton, Jack Douglas    | 4:52  |
| 10. | Lord of the Thighs (Album: Get Your Wings)                                              | Tyler                                | 4:14  |
| 11. | Jailbait (Album: Rock in a Hard Place)                                                  | Tyler, Jimmy Crespo                  | 4:39  |
| 12. | Train Kept A-Rollin' (Album: Get Your Wings)                                            | Tiny Bradshaw, Howard Kay, Lois Mann | 5:41  |

## Közreműködők
- Steven Tyler – ének, szájharmonika, zongora, producer
- Brad Whitford – gitár
- Joe Perry – gitár, vokál
- Tom Hamilton – basszusgitár
- Joey Kramer – dob, ütőhangszerek

További zenészek
- Jimmy Crespo – gitár a Jailbait című számban.
- Rick Dufay – ritmusgitár a Jailbait című számban.

### További közreműködők
- David Woodford – szaxofon
- Richard Supa – zongora
- Scott Cushnie – zongora

### Produkció
- David Krebs – Végrehajtó Producer
- Steve Leber – Végrehajtó Producer
- Gary Lyons – Producer
- Adrian Barber – Producer
- Tony Bongiovi – Producer
- Jack Douglas – Producer
- Ray Colcord – Producer
- Don DeVito – Digitális Producer
- John Ingrassia – Project Adminisztrátor
- James Diener – Project Rendező
- Mark Wilder – Mérnök, Digitális Keverés
- Keith Garde – Alkotói felügyelet
- Caroline Greyshock – Fényképezés
- Jimmy Ienner, Jr. – Fényképezés
- Darren S. Winston – Kreatív Szaktanácsadó
- Joel Zimmerman – Művészeti Felügyelő
- Lisa Sparagano – Tervezés
- Ken Fredette – Tervezés
- Vic Anesini – Digitális Keverés

## Helyezések
Album – Billboard (Észak Amerika)
| Év   | Lista             | Helyezés |
| ---- | ----------------- | -------- |
| 1988 | The Billboard 200 | 133      |

## Értékesítések
| Ország     | Eladási minősítés | Dátum               |
| ---------- | ----------------- | ------------------- |
| RIAA – USA | Aranylemez        | 1996. augusztus 16. |